# Themus kazuoi
Themus kazuoi is een keversoort uit de familie soldaatjes (Cantharidae). De wetenschappelijke naam van de soort werd in 1965 gepubliceerd door Ohbayashi & Ohbayashi.